# Rado Železnik
Rado Železnik (rojen Franc Železnik), slovenski gledališki igralec in režiser, * 29. marec 1894, Ljubljana, † 7. junij 1935, Ljubljana.

## Življenje in delo
Oče mu je bil čevljar Frančišek Železnik, mati mu je bila Terezija (rojena Petek). Dokončal je 3 razrede gimnazije, potem bil vajenec v modni trgovini E. Skuška. Tam ga je 1909 odkril igralec in vodja dramske šole Hinko Nučič in ga povabil v svojo šolo. Čez dober mesec (30. julija) je že nastopil z lepim uspehom v Narodnem domu na javni produkciji v naslovni vlogi igre Bratrnanec (J. Štolba) in bil še isto leto sprejet v ansambel Deželnega gledališča v Ljubljani.V sezoni 1911/1912 se je izpopolnjeval na Dunaju v Ottovi dramski šoli, naslednje leto je bil angažiran v Passauu in 1913/1914 v nemškem glelišču v Žatcu na Moravskem, tik pred vojno pa v gledališču Kaisergarten na Dunaju in ob začetku vojne še v Mestnem gledališču v Ljubljani. Po končani vojni je pogosto menjaval angažmaje in nastopal na odrih v Ljubljani, Osijeku, Mariboru, Celju. Od 1923 je 6 sezon nastopal v Mariboru po letu 1928 pa je bil eden najbolj iskanih in priznanih članov Narodnega gledališča v Ljubljani.
Železnik je bil igralec z izredno širokim razponom vlog. Enako uspešno je igral v dramah in komedijah, domačih in tujih, klasičnih in sodobnih, bil je ljubimec in šaljivec, najbližji pa so mu bili ostro karakterizirani dramski liki in nevsakdnji značaji ob katerih je lahko pokazal ves svoj igralski dar.
Železnik se je ukvarjal tudi z režijo. Zlasti v sezonah, ko je nastopal v Mariboru je veliko režiral. Na oder je postavil nad 40 predstav, poleg veseloiger, burlesk in operet tudi zahtevnejša dramska dela.